# Paspalum divergens
Paspalum divergens är en gräsart som beskrevs av Johann es Christoph Christian Döll. Paspalum divergens ingår i släktet tvillinghirser, och familjen gräs. Inga underarter finns listade i Catalogue of Life.